# Botineras
Botineras è una telenovela argentina in 145 episodi prodotta da Underground Contenidos e Telefe in associazione con Endemol Argentina, andata in onda dal 24 novembre 2009 al 25 agosto 2010. 
In Italia, il serial non è arrivato sui canali televisivi standard, ma è stato condiviso gratuitamente - a partire dal 22 ottobre 2012 - sul canale streaming di Lady Channel della piattaforma Popcorn TV. Le puntate (142 per una durata media di quasi 60 minuti ciascuna) sono state sottotilate in italiano, ma solo fino alla puntata n. 70 (dalla puntata n. 71, ad ogni episodio è stata aggiunta una trama dettagliata per la comprensione dello stesso). Nonostante la mancanza di sottotitoli, l'ultimo episodio pubblicato sul sito è stato seguito da oltre 18.000 utenti.

## Trama
Cristian "Chiqui" Flores (Nicolás Cabré) è un famoso calciatore argentino di una squadra spagnola che diventa il principale indiziato della morte di un altro calciatore, Andrés Cappa, dopo un'accesa discussione in campo e dopo che Chiqui aveva espresso, davanti alle telecamere, il desiderio di vederlo morto. Per questo motivo, il ragazzo è costretto a tornare in Argentina e a subire un forzato periodo di fermo. È in questa circostanza che Chiqui decide di sposare Margarita "Marga" Molinari (Isabel Macedo), donna calcolatrice che - al di là dell'amore più o meno sincero che prova per il calciatore - cerca così di tenersi stretti i privilegi acquisiti nel tempo accanto a Chiqui. La ragazza altro non è che una delle tante "botineras" che l'agenzia di Giselle López (Florencia Peña) prepara e istruisce affinché queste affianchino le stelle del calcio davanti e dietro alle telecamere. Anche la detective Laura Posse (Romina Gaetani) decide, su ordine del suo principale, di affidarsi a Giselle per poter entrare nella vita di Chiqui e indagare sulla morte di Andrés Cappa. Assunto il nome di Mia, la ragazza riesce a far breccia nel cuore del calciatore e i due si innamorano. Ma la loro storia è funestata da vari accadimenti drammatici, soprattutto la morte di molti personaggi della telenovela, in buona parte per mano di Nino Paredes (Gonzalo Valenzuela), avvocato e braccio destro di Eduardo "Tato" Marín (Damián de Santo), agente di Chiqui e molti altri calciatori. I due uomini sono dei veri e propri loschi figuri che producono e spacciano un tipo di anabolizzante invisibile al controllo antidoping e che potrebbe fare la loro fortuna. Per denaro e successo, il duo non si ferma davanti a nulla. Quando una delle "botineras", Solange Cuchi (Emme), scopre il giro di droga, viene uccisa, Tato costruisce false prove e fa ricadere la colpa su Chiqui che viene arrestato. La detenzione aiuta Chiqui a far chiarezza sui suoi sentimenti per Laura/Mia, ma ancora una volta il loro amore viene ostacolato dalla notizia che sua moglia Marga è in attesa di un figlio. In realtà, il bambino che la donna aspetta è di Nino. Quest'ultimo, nel frattempo, ha una relazione con Giselle. In realtà, la donna sta cercando di evitare l'arresto e il suo rapporto con l'avvocato di Tato è soprattutto il frutto di un accordo tra lei e la polizia locale affinché la donna possa riferire tutti i retroscena degli affari sporchi di Marin. Al di là dell'accordo, la donna non è del tutto indifferente a Nino e rimane sconvolta nell'apprendere del bambino di Marga e lascia l'uomo. Fortemente intenzionata a vendicarsi, riferendo tutto quello che sa alla polizia, la donna viene misteriosamente uccisa nella sua abitazione. I colpevoli della sua morte potrebbero essere molteplici, in quanto la donna era a conoscenza di segreti e particolari piccanti delle vite di varie persone e questo fatto dava molti motivi a molta gente per eliminarla. In questo frangente, Laura si avvicina sempre più al suo collega Javier Salgado (Pablo Rago), che aiuta la donna nelle sue indagini. Questo rapporto, però, impedisce a Chiqui e Laura di avere una relazione, almeno fino a quando non viene fatta chiarezza sui misteriosi crimini che caratterizzano le storie dei protagonisti della telenovela, a partire dall'omicidio iniziale, quello di Andrés Cappa, avvenuto per mano di Nino.
Altre storie parallele vanno a mescolarsi all'intrigo principale. Una di queste è quella di Gonzalo "Lalo" Roldán (Ezequiel Castaño) e Manuel "Flaco" Riveiro (Christian Sancho). Il primo è il cugino di Chiqui, ragazzo molto deciso a percorrere la strada Chiqui per diventare anche lui un calciatore di successo. Impulsivo e ribelle, è colpevole - suo malgrado - della morte accidentale di Vanina Pandolfi (Jenny Williams), punto di riferimento per molte "botineras". Preso dal panico, Lalo chiede aiuto a Tato. Questi riesce a mascherare l'accaduto chiedendo in cambio a Lalo di firmare un contratto in esclusiva con lui. Manuel "Flaco" Riveiro, invece, è un calciatore di successo che rientra in Argentina dopo un grande periodo di fama in Spagna e Italia. Ingaggiato come sostituto di Chiqui, l'uomo nasconde un segreto: è omosessuale e quando conosce Lalo se ne innamora perdutamente. La loro relazione non è facile, non solo per il fatto che i due uomini siano già impegnati - Lalo ha una relazione con Candy (Agustina Córdova), mentre Flaco è sposato con Liliana "Lili" Aramburu (Guillermina Valdes) e ha due figli - ma anche a causa dei pregiudizi e dei tabù riguardo all'omosessualità molto vivi nell'ambiente calcistico. Queste problematiche influenzano molto le menti dei due uomini, creando alti e bassi nel loro rapporto (che però si concluderà felicemente).

## Produzione
Inizialmente scritto da Esther Feldman e Alejandro Maci su idea di Sebastián Ortega, ha come protagonisti  Florencia Peña, Nicolás Cabré, Romina Gaetani e con la partecipazione antagonista di Damián de Santo, Isabel Macedo e Gonzalo Valenzuela.
A causa di un cambio di scrittori della serie anche il cast cambiò. La protagonista Florencia Peña abbandonò la serie insieme a  Diego Reinhold, Jenny Williams, Pablo Rago, Luciano Cáceres, Lola Berthet, Rodrigo Guirao Díaz e Maximiliano Ghione.
La serie e gli attori che la interpretano hanno ricevuto dei premi o delle nomination. L'attore Diego Reinhold ha vinto un premio al Martin Fierro 2009, invece hanno ricevuto una nomination la serie stessa, Damián de Santo, Romina Gaetani e Isabel Macedo. Al Premio Martín Fierro 2010 invece hanno ricevuto una nomination Nicolás Cabré, Damián de Santo, Roberto Carnaghi, Pablo Rago e Victoria Onetto.